# Renate Stecher

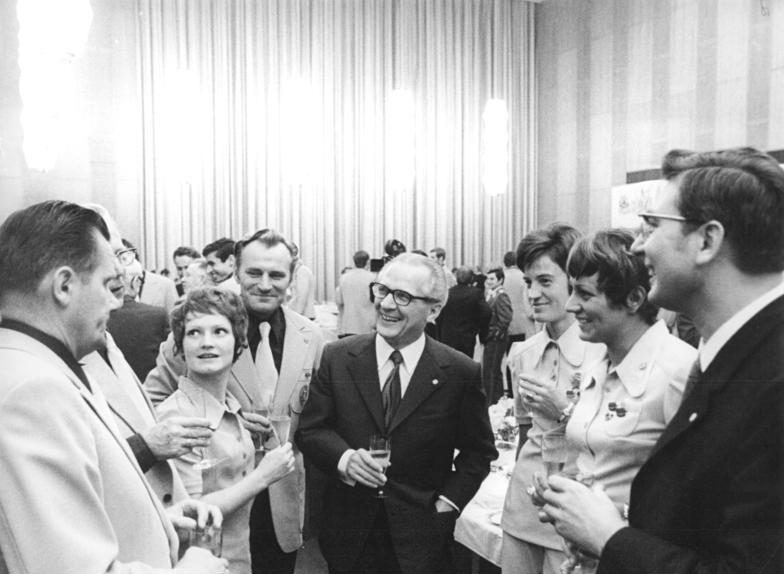
Renate Stecher (druga z prawej) w otoczeniu Ericha Honeckera

Renate Stecher (nazwisko panieńskie Meißner, ur. 12 maja 1950 w Süptitz k. Torgau) – wschodnioniemiecka lekkoatletka, sprinterka, wielokrotna medalistka olimpijska.

## Kariera sportowa
Zdobyła złoty medal w sztafecie 4 × 100 metrów (która biegła w składzie: Bärbel Schrickel, Meißner, Brigitte Geyer i Christina Heinich) oraz zajęła 7. miejsce w biegu na 200 metrów na europejskich igrzyskach juniorów w 1966 w Odessie. Startując w konkurencji seniorek zdobyła brązowy medal w sztafecie 4 ×1 okrążenie (w składzie: Regina Höfer, Petra Zörner, Meißner i Geyer) na europejskich igrzyskach holowych w 1967 w Pradze. Na europejskich igrzyskach juniorów w 1968 w Lipsku wywalczyła trzy srebrne medale: w biegu na 100  metrów, biegu na 200 metrów (w obu przypadkach przegrywając z Ludmiłą Żarkową ze Związku Radzieckiego) i w sztafecie 4 × 100 metrów (w składzie: Schrickel, Meißner, Marion Wagner i Gabriele Zindler).
Zdobyła złoty medal w sztafecie 4 × 100 metrów (w składzie: Regina Höfer, Meißner, Bärbel Podeswa i Petra Vogt) oraz srebrny medal w biegu na 200 metrów (za Petrą Vogt, a przed Brytyjką Val Peat) na mistrzostwach Europy w 1969 w Atenach. Zwyciężyła w biegu na 60 metrów (wyprzedzając Sylviane Telliez z Francji i Wilmę van den Berg z Holandii) na halowych mistrzostwach Europy w 1970 w Wiedniu oraz w biegach na 100 metrów i  na 200 metrów na letniej Uniwersjadzie w 1970 w Turynie.
Ponownie zwyciężyła w biegu na 60 metrów (przed Telliez i Annegret Irrgang) na halowych mistrzostwach Europy w 1971 w Sofii. Zdobyła złote medale w biegu na 100 metrów (przed reprezentantkami RFN Ingrid Mickler i Elfgard Schittenhelm) i w biegu na 200 metrów (przed Węgierką Györgyi Balogh i Ireną Szewińską) oraz srebrny medal w sztafecie 4 × 100 metrów (sztafeta NRD biegła w składzie: Karin Balzer, Stecher, Vogt i Ellen Strophal) na mistrzostwach Europy w 1971 w Helsinkach. Zwyciężyła w biegu na 50 metrów (wyprzedzając Annegret Richter i Telliez) na halowych mistrzostwach Europy w 1971 w Sofii.
Zdobyła złote medale w biegu na 100 metrów (wyprzedzając Raelene Boyle z Australii i Silvią Chivás z Kuby) i w biegu na 200 metrów (przed Boyle i Szewińską) oraz srebrny medal w sztafecie 4 × 100 metrów (w składzie: Evelin Kaufer, Heinich, Bärbel Struppert i Stecher) na igrzyskach olimpijskich w 1972 w Monachium.
Na halowych mistrzostwach Europy w 1974 w Göteborgu po raz kolejny zdobyła złoty medal w biegu na 60 metrów (przed Andreą Lynch z Wielkiej Brytanii i Szewińską. Zwyciężyła w sztafecie 4 × 100 metrów (w składzie: Doris Maletzki, Stecher, Heinich i Bärbel Eckert) oraz srebrne medale w biegu na 100 metrów (ulegając Szewińskiej, a wyprzedzając Lynch) i w biegu na 200 metrów (za Szewińską, a przed Moną-Lisą Pursiainen z Finlandii) na mistrzostwach Europy w 1971 w Helsinkach.
Zdobyła złoty medal w sztafecie 4 × 100 metrów (w składzie: Marlies Oelsner, Stecher, Carla Bodendorf i Eckert), srebrny medal w biegu na 100 metrów (za Annegret Richter, a przed inną zawodniczką z RFN Inge Helten) oraz brązowy medal w biegu na 200 metrów (za Eckert i Richter) na igrzyskach olimpijskich w 1976 w Montrealu.
Renate Stecher była mistrzynią NRD biegu na 100 metrów w latach 1970, 1971 i 1973–1975. W biegu na 200 metrów była mistrzynią w 1970, 1971, 1973 i 1974 oraz wicemistrzynią w 1968, 1969, 1975 i 1976. Była również mistrzynią NRD w sztafecie 4 × 100 metrów w 1967, 1969, 1971 i 1973 oraz w sztafecie 4 × 200 metrów w 1968. W  hali była mistrzynią NRD w biegu na 55 metrów w 1970 oraz w biegu na 50 metrów w 1971, 1972 i 1974, wicemistrzynią w biegu na 60 metrów w 1975 oraz brązową medalistką w biegu na 55 metrów w 1967, a także w biegu na 100 jardów w 1975 i 1976, zaś w sztafecie 4 ×1 okrążenie była halową mistrzynią NRD w 1970 i 1971 oraz brązową medalistką w 1966
W latach 90. ujawniono, że Stecher (podobnie jak wielu innych sportowców NRD) otrzymywała sterydy anaboliczne.

## Rekordy świata
Renate Stecher ustanowiła następujące rekordy świata (tabela nie obejmuje wyrównań rekordów):
| Konkurencja             | Data i miejsce                | Wynik            |
| ----------------------- | ----------------------------- | ---------------- |
| bieg na 100 metrów      | 7 czerwca 1973, Ostrawa       | 10,9 s           |
| bieg na 100 metrów      | 20 lipca 1973, Drezno         | 10,8 s           |
| bieg na 100 metrów      | 2 września 1972, Monachium    | 11,07 s          |
| bieg na 200 metrów      | 21 lipca 1973, Drezno         | 22,1 s (22,38 s) |
| sztafeta 4 × 100 metrów | 1 września 1973, Poczdam      | 42,6 s           |
| sztafeta 4 × 100 metrów | 8 września 1974, Rzym         | 42,51 s          |
| sztafeta 4 × 100 metrów | 29 maja 1976, Karl-Marx-Stadt | 42,50 s          |
| sztafeta 4 × 200 metrów | 13 sierpnia 1978, Jena        | 1:32,4           |